# Lettenmühle (Igensdorf)
Lettenmühle ist ein Gemeindeteil des Marktes Igensdorf im Landkreis Forchheim (Oberfranken, Bayern).

## Geografie
Der Weiler liegt etwa zwei Kilometer nordwestlich des Ortszentrums von Igensdorf auf 342 m ü. NHN.

## Geschichte

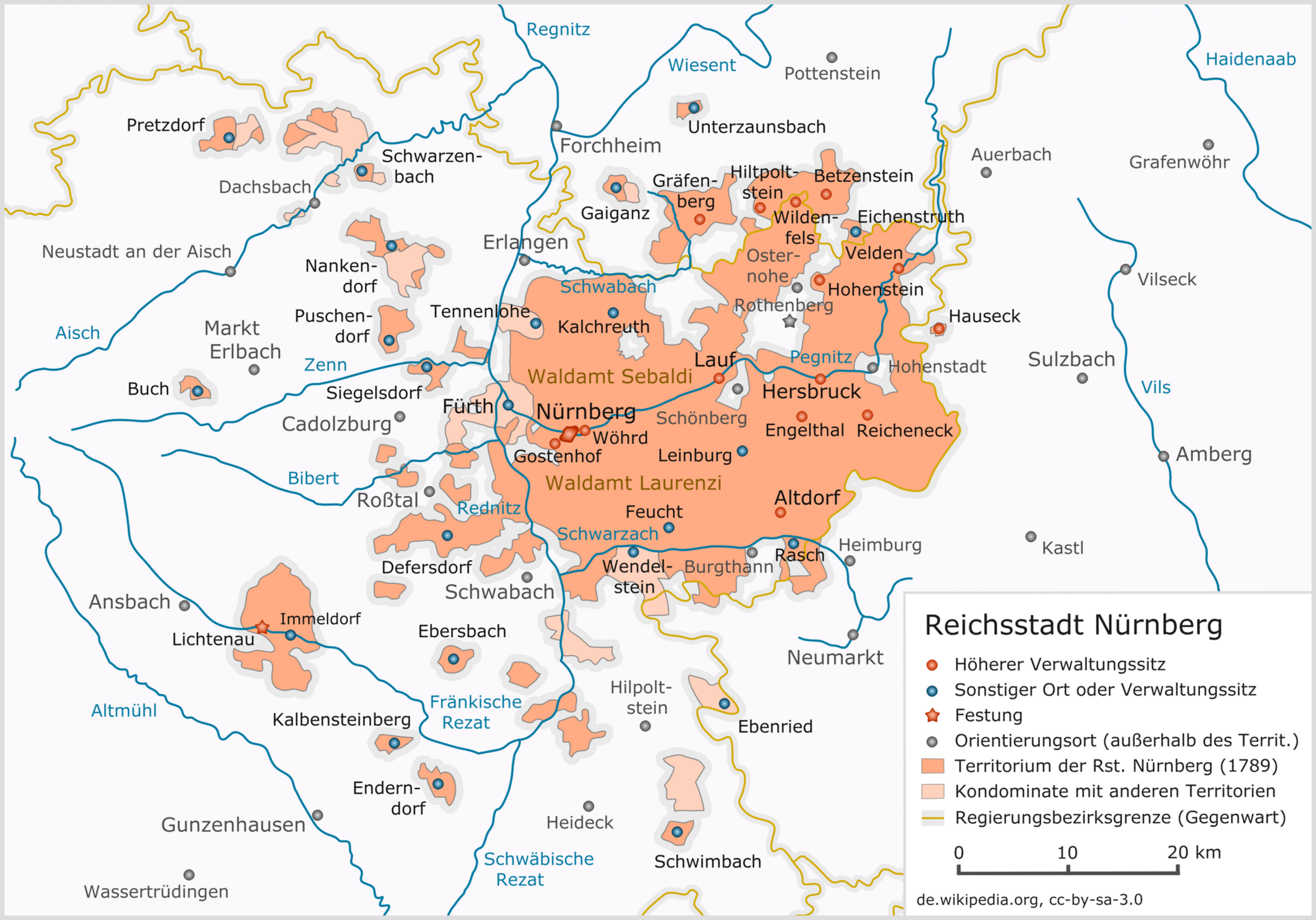
Das Landgebiet der Reichsstadt Nürnberg

Bis zum Beginn des 19. Jahrhunderts unterstand Lettenmühle der Landeshoheit der Reichsstadt Nürnberg. Die Vogtei über das damals einzige Anwesen des Ortes übten die Nürnberger Eigenherren, die Patrizierfamilie Tucher von Simmelsdorf aus. Lettenmühle wurde 1806 bayerisch, nachdem die Reichsstadt Nürnberg unter Bruch der Reichsverfassung vom Königreich Bayern annektiert worden war. Damit wurde der Ort Bestandteil der bei der napoleonischen Flurbereinigung in Besitz genommenen neubayerischen Gebiete, was erst im Juli 1806 mit der Rheinbundakte nachträglich legalisiert wurde.
Durch die  Verwaltungsreformen zu Beginn des 19. Jahrhunderts im Königreich Bayern wurde die Lettenmühle mit dem Zweiten Gemeindeedikt im Jahr 1818 ein Gemeindeteil der Ruralgemeinde Dachstadt. Mit der Gebietsreform in Bayern wurde Lettenmühle am 1. Januar 1972 nach Igensdorf eingemeindet.

## Verkehr
Der mit dem Nachbarort Letten zusammengewachsene Weiler ist mit diesem durch zwei Gemeindeverbindungsstraßen verbunden. Vom ÖPNV wird der Ort nicht bedient, die nächste Haltestelle der Buslinie 223 des VGN befindet sich in Dachstadt und der nächstgelegene Bahnhof an der Gräfenbergbahn in Mitteldorf.